# Giochi Uniti
Giochi Uniti è un editore e distributore italiano di giochi da tavolo, di ruolo e di miniature.

## Storia
Giochi Uniti fu costituita nel 2006 da un gruppo di editori di giochi da tavolo italiani per agire come società di distribuzione sul mercato italiano. Tra i fondatori vi erano Vinci, Nexus Editrice, Venice Connection e Stupor Mundi. Nel 2009 uno dei soci, la Stupor Mundi ha rilevato completamente la società ed ha rilevato i marchi e titoli prodotti da Venice Connection, Idea Edizioni e Tenky Games ed il marchio Nexus ed i giochi che questi aveva tradotto su licenza in italiano (la proprietà dei giochi di proprietà di autori italiani, come Wings of War, L'Era di Conan e La guerra dell'anello è tornata alla NGI). La società deteneva già la distribuzione italiana dei titoli della Fantasy Flight Games e con l'acquisizione della Idea Edizioni aggiunse anche quella dei titoli della Asmodée Éditions e della Days of Wonder.
Nel 2010 acquisì inoltre dalla New Media Publishing il marchio e i titoli della Stratelibri e successivamente a questa acquisizione raggruppò i suoi prodotti in tre marchi:
- Giochi Uniti per i titoli più rappresentativi del catalogo e i giochi a target più ampio.
- Stupor Mundi per i giochi gestionali e un po' più complessi.
- Stratelibri per i giochi da tavolo per il mercato specializzato.

## Titoli principali
- 2000 - Carcassonne, di Klaus-Jürgen Wrede;
- 2006 - I pilastri della Terra, di Michael Rieneck e Stefan Stadler;
- 2008 - Keltis, di Riner Knizia;
- 2009
  - Dominion, di Donald X. Vaccarino;
  - Kingsburg, di Andrea Chiarvesio e Luca Iennaco;
  - Semenza, di Uwe Rosenberg;
  - Stone Age, di Michael Tummelhofer;
- 2011
  - I coloni di Catan, di Klaus Teuber;
  - Il Signore degli Anelli, di Riner Knizia;
  - Pathfinder, di Jason Bulmahn;
- 2012
  - Le leggende di Andor, di Michael Menzel;
  - Star Wars: X-Wing Miniatures Game;
- 2013
  - Alta tensione, di Friedemann Friese;
  - Arkham Horror, di Richard Launius e Kevin Wilson;
  - Lettere da Whitechapel, di Gabriele Mari e Gianluca Santopietro per Cobblepot Games;
  - Mage Knight: Il gioco da tavolo, di Vlaada Chvátil;
  - Targi, di Andreas Steiger;
- 2014 - Puerto Rico (seconda edizione), di Andreas Seyfarth;
- 2015
  - Star Wars: Armada, di James Kniffen e Christian T. Petersen;
  - Sulle Tracce di Marco Polo, di Simone Luciani e Daniele Tascini;
  - Tigri & Eufrate, di Riner Knizia;
- 2016
  - Imhotep, di Phil Walker-Harding;
  - Fuggi Fuggi!, di Friedemann Friese;
- 2017
  - I castelli della Borgogna, di Stefan Feld;
  - Kill Doctor Lucky, di  James Ernest;
- 2019
  - Marco Polo II: agli ordini del Khan, di Simone Luciani e Daniele Tascini;
  - The Crew: Alla Scoperta del Pianeta Nove, di Thomas Sing;
- 2020
  - Anno 1800, di Martin Wallace;
  - My City, di Reiner Knizia;
  - Paleo, di Peter Rustemeyer;